# Джоел Голдсміт
Джоел Кінг Голдсміт (19 листопада 1957 — 29 квітня 2012) — американський композитор кіно-, телевізійної та відеоігрової музики.

## Біографія
Джоел Голдсміт народився 19 листопада 1957 року в Лос-Анджелесі, Каліфорнія, третім із чотирьох дітей співачки Шерон (до шлюбу Хеннагін) та відомого композитора Джеррі Голдсміта. Він єврейського походження. Дядько Голдсміта за матір'ю — композитор і професор Майкл Хеннагін.
Він — основний композитор телесеріалу «Зоряна брама: SG-1», хоча заголовні титри написав Девід Арнольд (котрий склав партитуру до «Зоряної брами» — фільму, що розпочав франшизу «Зоряна Брама»). Для «Зоряна брама: Атлантида» Голдсміт склав заголовні титри та партитуру. Також він склав тему та партитуру заголовного титру для другого сезону серіалу CBS «Воєнний стан».
Протягом своєї кар'єри він зазвичай співпрацював із двома композиторами: своїм батьком Джеррі Голдсмітом і Нілом Акрі. Він зробив свій перший рух у музику відеоігор 2006 року, записавши Call of Duty 3. Протягом своїх останніх років Голдсміт переїхав до Гідден-Гілс, Каліфорнія, де побудував домашню студію на задньому подвір'ї.
Голдсміт помер від раку 29 квітня 2012 року у віці 54 років у своєму домі в Гідден-Гіллз, Каліфорнія. Його поховано у Форест-Лон — цвинтарі Голлівуд-Гіллз.

## Номінації на премію Еммі
- Outstanding Music Composition for a Series (Dramatic Underscore) — Зоряна брама: SG-1 (1998)
- Outstanding Main Title Theme Music — Зоряна брама: Атлантида (2005)
- Outstanding Music Composition for a Series (Original Dramatic Score) — Зоряна брама: Атлантида (2006)

## Фільмографія
| Рік       |    | Українська назва               | Оригінальна назва               | Роль                                                               |
| --------- | -- | ------------------------------ | ------------------------------- | ------------------------------------------------------------------ |
| 1978      | ф  | Лазерний вибух                 | Laserblast                      | Співпраця з Річардом Бендом                                        |
| 1983      | ф  | Людина з двома мозками         | The Man with Two Brains         | кінокомедія                                                        |
| 1989      | ф  | Рікі 1                         | Ricky 1                         | Пародія на фільми «Роккі»                                          |
| 1989      | ф  | Рифт                           | The Rift                        |                                                                    |
| 1990      | ф  | Місяць-44                      | Moon 44                         |                                                                    |
| 1990      | ф  | Перегони по колу               | Across the Tracks               |                                                                    |
| 1991      | тф |                                | Brotherhood of the Gun          |                                                                    |
| 1992      | ф  | Жінка, її чоловіки та її футон | A Woman, Her Men, and Her Futon |                                                                    |
| 1993      | ф  | Армія одинака                  | Joshua Tree                     |                                                                    |
| 1993      | ф  | Найліпший друг людини          | Man's Best Friend               |                                                                    |
| 1993—1994 | с  | Недоторкані                    | The Untouchables                |                                                                    |
| 1994—1995 | с  | Соколине око                   | Hawkeye                         |                                                                    |
| 1996      | ф  | Зоряний шлях: Перший контакт   | Star Trek: First Contact        | Джоел Голдсміт співпрацював зі своїм батько Джеррі над цим фільмом |
| 1997      | ф  | Кулл-завойовник                | Kull the Conqueror              |                                                                    |
| 1997—2007 | с  | Зоряна брама: SG-1             | Stargate SG-1                   |                                                                    |
| 1988      | ф  | Ескадрон                       | Counterforce                    |                                                                    |
| 1998      | с  | Діагноз: убивство              | Diagnosis Murder                | Джоел переоркестрував тему та записані епізоди Діка Дебенедіктіса  |
| 1999      | ф  | Діаманти                       | Diamonds                        |                                                                    |
| 1999      | с  | Воєнний стан                   | Martial Law                     | Джоел написав нову тему заголовного титру та записані епізоди      |
| 2001—2002 | с  | Клинок відьом                  | Witchblade                      |                                                                    |
| 2003      | с  | Єлена Троянська                | Helen of Troy                   | мінісеріал                                                         |
| 2004—2009 | с  | Зоряна брама: Атлантида        | Stargate Atlantis               |                                                                    |
| 2006      | вг | Call of Duty 3                 |                                 |                                                                    |
| 2007—2011 | с  | Притулок                       | Sanctuary                       |                                                                    |
| 2008      | в  | Зоряна брама: Ковчег правди    | Stargate: The Ark of Truth      | Перший із двох фільмів для відео «Зоряної брами»                   |
| 2008      | в  | Зоряна брама: Континуум        | Stargate: Continuum             |                                                                    |
| 2009—2011 | с  | Зоряна брама: Всесвіт          | Stargate Universe               |                                                                    |
| 2011      | ф  | Війна мертвих                  | War of the Dead                 |                                                                    |
| 2012      | ф  |                                | Echoes                          | Непоказаний пілот Вілла Ворінга 2012 року; останній відомий запис  |